# Aeroporto Internacional Yasser Arafat
O Aeroporto Internacional Yasser Arafat (trad. do árabe: مطار ياسر عرفات الدولي) (IATA: GZA, ICAO: LVGZ), antigamente chamado de Aeroporto Internacional de Gaza e Aeroporto Internacional Dahaniya, era um aeroporto  localizado em Rafah, na Faixa de Gaza, perto da fronteira com o Egito.
Foi idealizado como consequência dos Acordos de paz de Oslo na década de 1990 e contou com fundos oriundos de Japão, Egipto, Arábia Saudita, Espanha e Alemanha. Sua arquitetura foi de inspiração islâmica, em especial do Aeroporto Internacional Mohammed V em Casablanca, e sua construção sob responsabilidade de arquitetos marroquinos.
Foi inaugurado a 24 de Novembro de 1998, numa cerimónia à qual compareceram o então presidente dos Estados Unidos da América Bill Clinton, Yasser Arafat e convidados internacionais como Miguel Moratinos, representante da União Europeia. Em seu primeiro dia de funcionamento aterraram nove aeronaves, sendo o primeiro egípcio.
É de propriedade e foi administrado pela Autoridade Nacional Palestiniana, até ter tido suas atividades encerradas por ordem do estado de Israel, que alegou questões de segurança.
A torre e o radar foram destruídos em um bombardeiro das Forças de Defesa de Israel, pouco depois do início da segunda Intifada. Bulldozers destruíram a pista em 10 de janeiro de 2002, tornando o aeroporto em estado de inoperabilidade desde então.
Depois da morte de Arafat, o aeroporto foi renomeado com o nome deste líder.